# Vigeois
Vigeois é uma comuna francesa na região administrativa da Nova Aquitânia, no departamento de Corrèze. Estende-se por uma área de 43,25 km². Em 2010 a comuna tinha 1 254 habitantes (densidade: 29 hab./km²).